# Cicerone Manolache
Cicerone Manolache (Păunești, 16 maggio 1936 – Păunești, 28 gennaio 2024) è stato un allenatore di calcio e calciatore rumeno, di ruolo attaccante.

## Palmarès

### Allenatore

#### Club

##### Competizioni nazionali
- Congo Premier League: 3

CARA Brazzaville:  1972, 1973, 1974

##### Competizioni internazionali
- Coppa dei Campioni d'Africa: 1

CARA Brazzaville: 1974